# بازپروری توجه

روان‌شناسی

بازپروری توجه (به انگلیسی Attentional Retraining)، در روان‌شناسی یعنی کمک به فرد برای از نو سازی و تغییر الگوهای خودکار در توجه خود. شگردهای گوناگونی برای این کار وجود دارد اما بیش‌تر از برنامه‌های آموزش رایانه‌ای استفاده می‌شود. در اصل این مفهوم در آغاز برای کمک به افرادی که دچار آسیب‌های مغزی شده بودند و تشخیص‌هایی مانند غفلت یک‌سویه، دوام داشتگی، گسترهٔ توجه کرانمد، و حتی ADHD دریافت کرده بودند، معرفی شد. اما در سال‌های اخیر از این روش برای اصلاح سوگیری‌های توجهی، مدیریت نشانه‌های ADHD، مدت تمرکز و حتی اضطراب به صورت روزافزونی، استفاده می‌شود. این کاربردها نشان می‌دهد که توجهٔ افراد در حالت‌های تنیدگی و نگرانی، چگونه به سوی چیزهای خاصی گرایش پیدا می‌کند و سؤال این است که چگونه می‌توان این سوگیری‌ها را اصلاح کرد؟

## سوگیری‌های توجه
سوگیری توجه به حالتی می‌گویند که در آن برخی از محرک‌های محیط به احتمال بیشتری توجه را به خود جلب می‌کنند. برای مثال افرادی که دچار اختلال اضطرابی هستند بیشتر به محرکهای تهدید آمیز محیط اطراف خود توجه می‌کنند. همچنین معتادان مواد مخدر نیز به محرکهای وابسته به مواد توجهٔ بیشتری می‌کنند. به نوعی هایپرلکسیا دارند.

## کاربردها در بازپروری توجه
رویکردهای رایانه ای در توانبخشی شناختی در دههٔ ۸۰، پس از فراگیر شدن بازی‌های ویدئو ای در اواخر دههٔ ۷۰ میلادی آغاز شد، در دسترس بودن بیشتر رایانه‌های شخصی و زبان‌های برنامه‌نویسی آسان‌تر، کمک کرد تا روانشناسان و درمانگران بتوانند تمرین‌های شناختی رایانه‌ای را طراحی و آن‌ها را در بوتهٔ آزمایش بگذارند. برای نمونه یک تمرین ساده این بود که فرد باید در برابر رایانه نشسته و عددهای کاتوره ای را بر روی نمایشگر ببیند و هر وقت عدد خاصی مثلاً ۳ پدیدار گشت، دکمه ای را که در پیش رویشان گذاشته‌اند بزنند. این تمرین‌ها در آغاز کار آسان ولی به گذشت زمان سخت می‌شد. هدف این بود که مغز بتواند به صورت خودکار این تمرین‌ها را بهتر و بهتر انجام دهد و بتواند مهارت فراگرفته را در زندگی روزمرهٔ خود پیاده کند.

## اثربخشی این روش
در مورد اختلال پنیک پژوهش‌ها نشان داده که این روش به‌طور معمول اثربخش خوبی دارد؛ مثلاً پژوهش‌ها نشان داده‌اند که افراد پس از انجام این تمرین‌ها میزان اختلال اضطراب کمتر گزارش می‌کنند مخصوصاً اگر تمرین در یک کلینیک روان درمانی انجام شود و در خانهٔ خود افراد نباشد کاهش در اختلال اضطراب بسیار چشم گیر تر می‌شود.
نشانه‌های اختلال اضطراب اجتماعی با گذراندان یک روند کامل از درمان به خوبی تعدیل و تقلیل می‌یابند.
در بیماران معتاد چندین پژوهش بزرگ نشان داده‌اند که این تمرین‌ها می‌توانند خطر بازگشت اعتیاد را تا ۱۰ درصد کاهش دهند؛ مثلاً فرد معتاد با تمرین روی حرکات رفتاری خاص یادمی‌گیرد که چگونه توجه خود را کنترل کند، و در نتیجه بعد از ورود به دورهٔ پرهیز و ترک به محرک‌های وسوسه کننده برای گسارش مواد کمتر توجه می‌کند.